# درة بيداد العليا (شيروان)
درة بیداد العلیا (بالفارسية: دره بیداد علیا) هي مستوطنة تقع في إيران في قسم شیروان الريفي. يقدر عدد سكانها بـ 57 نسمة .